# Cofre

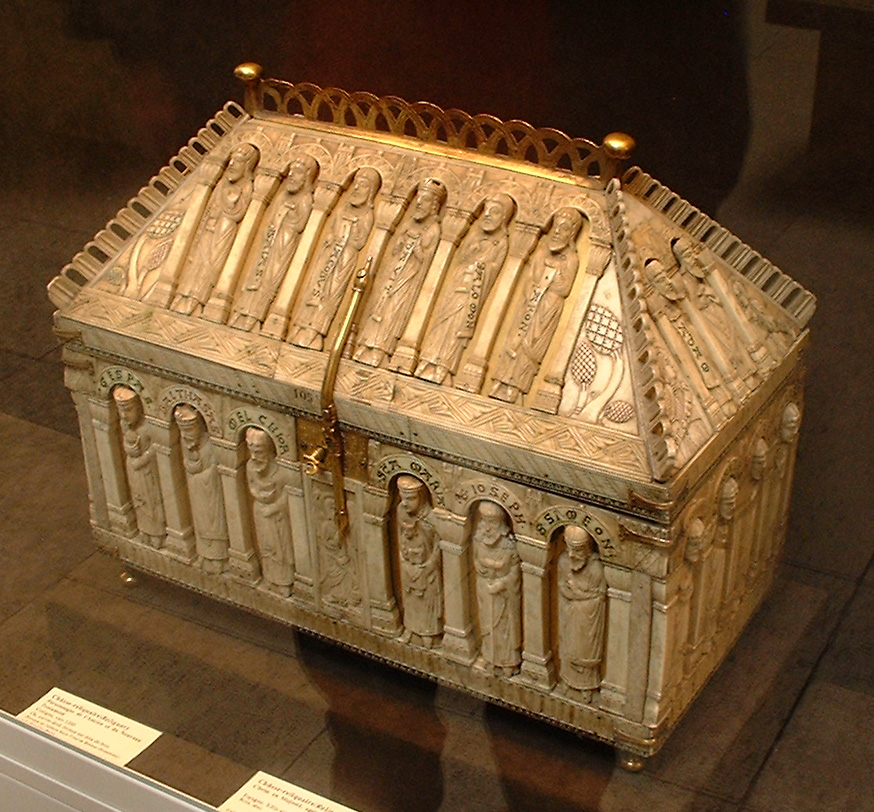
Arqueta medieval (s. XIII)

Un cofre, també anomenat arca o bagul (i baül), és una caixa, normalment amb planta rectangular, de metall, de fusta, o altres materials, pintada o folrada en el seu interior i tancada amb pany, per a guardar-hi roba o altres objectes. Si té la tapa plana s'acostuma a anomenar arca, mentre que si té diversos vessants s'anomena cofre. Quan té la tapa arrodonida, se sol anomenar bagul.

## Bagul
Un bagul o baül és una caixa relativament gran, amb la tapa lleugerament arrodonida o a vegades plana, usada tradicionalment per guardar-hi roba o altres efectes a les llars, i també per transportar aquests efectes, com a maleta de temps pretèrits. A les cases sovint es col·locaven al peu del llit, per a ús personal i com a banqueta, o també als passadissos, per a ús menys personal, com ara per desar-hi la roba de la llar. També podien aparèixer a les quadres, etc., per col·locar-hi equipatge.

## Arca
Una arca és una caixa relativament gran per a guardar objectes de valor. El fet de considerar-la caixa o arca depèn de l'ús que hom en faci, si s'hi guarden objectes de tipus més utilitari se'n solen dir caixes. Algunes arques amb història són l'Arca de l'Aliança i l'Arca de Noè, que ja no és una arca sinó un vaixell que aparentava la forma d'una arca.
A l'edat mitjana, les arques eren caixes grans, sovint sense peus i fetes amb diversos taulons. Normalment servien per a guardar-hi farina i, de vegades, també teixits.

### Caixes de núvia
Les  caixes de núvia eren típiques i habituals. S'usaven per a guardar la roba i l'aixovar de la núvia.

## Arqueta
Una arqueta és una capsa petita i rectangular de metall, de fusta, d'ivori o un altre material, tancada amb pany, per a guardar-hi joies, documents o altres objectes de valor. Pot tenir una tapa plana o, més comunament, amb diversos vessants. Les arquetes poden estar molt elaborades i ricament ornamentades, algunes es consideren obres d'art.